# Sclafani Bagni
Sclafani Bagni är en ort och kommun i storstadsregionen Palermo, innan 2015 i provinsen Palermo, i regionen Sicilien i sydvästra Italien. Kommunen hade 426 invånare (2017).